# Chawinda
Chawinda (en ourdou : چونڈہ) est une ville pakistanaise située dans le district de Sialkot, dans le sud de la province du Pendjab. C'est la sixième plus grande ville du district. Elle est située à seulement dix kilomètres au nord de Pasrur et moins de vingt kilomètre de la frontière indienne.
La population de la ville a été multipliée par plus de deux entre 1972 et 2017 selon les recensements officiels, passant de 10 497 habitants à 26 928. Entre 1998 et 2017, la croissance annuelle moyenne s'affiche à 1,3 %, nettement inférieure à la moyenne nationale de 2,4 %. Selon le recensement de 2023, la population de la ville monte à 29 140 habitants.
|            | 1972 (rec.) | 1981 (rec.) | 1998 (rec.) | 2017 (rec.) | 2023 (rec.) |
| ---------- | ----------- | ----------- | ----------- | ----------- | ----------- |
| Population | 10 497      | 13 185      | 21 071      | 26 928      | 29 140      |